# Kazuyo Hayashida
Kazuyo Hayashida (林田和代?, Hayashida Kazuyo; 30 dicembre 1953) è un'ex cestista giapponese.

## Carriera
Con il Giappone ha disputato i Giochi olimpici di Montréal 1976 e i Campionati mondiali del 1975.